# Ralph Dutli
Ralph Dutli, né le 25 septembre 1954 à Schaffhouse, est un poète, romancier, essayiste, biographe, traducteur suisse de langue allemande.

## Biographie
Ralph Dutli a fait des études de littérature française et russe à Zurich et Paris, où il réside de 1982 à 1994. Depuis, il vit à Heidelberg (Allemagne).
Poète, il a publié Notizbuch der Grabsprüche (Le Carnet d'épitaphes, 2002), Novalis im Weinberg (Novalis au vignoble, 2005), Salz zu Salz (Sel ô sel, 2007). Essayiste, il est l'auteur de Europas zarte Hände (Tendres mains d'Europe, 1995), de Nichts als Wunder. Essays über Poesie (Rien que des miracles. Essais sur la poésie, 2007), de Liebe Olive. Eine kleine Kulturgeschichte (Chère Olive. Une petite histoire culturelle, 2009) et de Das Lied vom Honig. Eine Kulturgeschichte der Biene (Le Chant du miel. Une histoire culturelle de l'abeille, 2012).
Traducteur du russe, il a édité et traduit les Œuvres complètes d'Ossip Mandelstam en dix volumes aux Éditions Ammann à Zurich. Il a publié quatre livres consacrés au poète russe, dont une biographie intitulée Meine Zeit, mein Tier (Mon temps, mon fauve, 2003). Ralph Dutli est également le traducteur en allemand de trois livres de Marina Tsvetaïeva et d'un choix de poèmes de Joseph Brodsky, intitulé Brief in die Oase (Lettre à l'oasis, 2006).
Son roman Soutines letzte Fahrt (Le dernier voyage de Soutine, 2013), qui a obtenu plusieurs prix en Allemagne, est consacré à la vie du peintre Chaïm Soutine, le contemporain de Modigliani, Chagall et Picasso. Le 6 août 1943, caché dans un corbillard, le peintre est transporté à travers la France occupée à Paris où l'opération de son ulcère doit avoir lieu. Dans son délire dû à la morphine, il arrive dans un "paradis blanc", à moitié clinique, à moitié prison, où il rencontre le mystérieux Docteur Bog (Bog signifie « Dieu » en russe) qui le déclare guéri, mais lui interdit de peindre. Mais dans un paradis sans couleurs, le peintre ne peut trouver son salut. Dans un sous-sol, entre les tuyaux de chauffage, il recommence à peindre en cachette. Et il est prêt à payer le prix que l'art exige de tout artiste véritable. Un roman mêlant histoire de l'art, théologie et médecine, chapitres fantasmagoriques et tableaux d'histoire contemporaine, il tourne autour de l'enfance et de l'exil, de la maladie et la douleur, de l'impuissance des mots et du pouvoir bouleversant de la couleur et de l'image.
Son deuxième roman, Die Liebenden von Mantua (Les amants de Mantoue, 2015), a figuré à sa parution sur la liste des « 20 meilleurs romans de l'année » nommés pour le Prix du livre allemand 2015.
À partir de données réelles, le tremblement de terre en Italie du Nord en mai 2012 et la découverte, en 2007 près de Mantoue, d'un couple de squelettes datant du néolithique amoureusement enlacés dans leur tombe, le roman développe une histoire policière d'une grande fantaisie sur fond de données archéologiques et historiques. Après la découverte, qui a fait sensation dans le monde entier, le couple des « amants néolithiques » disparaît brusquement. Un écrivain répondant au nom de Manu se met à sa recherche, mais il est enlevé à son tour dans la propriété champêtre d'un obscur représentant de l'ancienne noblesse italienne. Le comte « Ignoto » a l'intention de fonder une nouvelle religion de l'amour où les amants de l'âge de la pierre viendraient se substituer au symbole de la croix et du fils de Dieu martyr. Pendant sa captivité, Manu est chargé d'ébaucher – dans l'étrange bibliothèque du comte qu'il a à sa disposition, mais qui change continuellement de lieu et finalement disparaît – une « Charte de l'Amour », synthèse de toutes les théories sur le sujet, de Platon et Ovide à Balzac en passant par la Kabbale et l'Alchimie. Plusieurs meurtres ayant été commis, la folie criminelle du faux prophète est bientôt démasquée. Manu regagne la liberté grâce à deux figures féminines, Lorena et Eleonora. Dans un monde oscillant entre réalité et rêve, l'auteur fait revivre l'antique Mantoue, où l'on peut voir le peintre Mantegna condamné à peindre une nouvelle fois sa célèbre « Chambre des Époux », et le poète Virgile voler, en observateur stupéfait, au-dessus de sa ville natale.

## Œuvres

### Œuvres disponibles en français

#### Poésie
- Novalis au vignoble et autres poèmes, édition bilingue, traduction de l'auteur et Catherine Dutli-Polvêche, Le Bruit du temps, 2009.

#### Romans
- Le Dernier Voyage de Soutine (Soutines letzte Fahrt), traduit de l'allemand par Laure Bernardi, Éditions Le Bruit du Temps, Paris, 2016
- Les Amants de Mantoue (Die Liebenden von Mantua), traduit de l'allemand par Claire de Oliveira, Éditions Le Bruit du Temps, Paris, 2023

#### Biographie
- Mandelstam, mon temps, mon fauve, biographie, traduction de l'allemand par Marion Graf revue par l'auteur, Le Bruit du temps / La Dogana, 2012

### Traductions
- Johannes Bobrowski, Ce qui vit encore, choix de poèmes traduits de l'allemand et présentés par Ralph Dutli et Antoine Jaccottet, Éditions de l'Alphée, Paris, 1987 (repris par les éditions de La Différence, Paris, 1993, coll. « Orphée », no 153).